# Kobzar

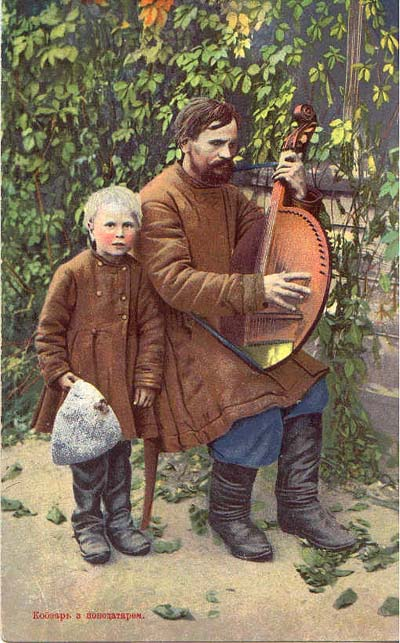
Kobzar Demián Symonenko tocando la bandura. Postal coloreada anterior a 1910.

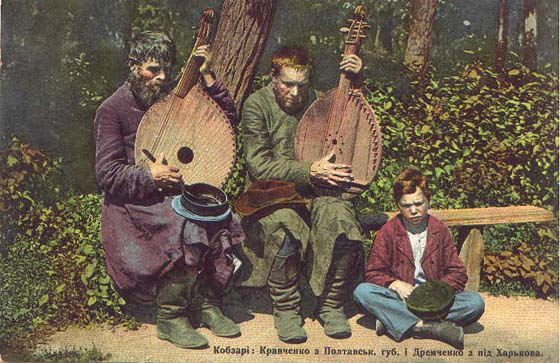
Los kobzarí Krávchenko de Poltava y Drémchenko de Járkov, 1902.

Un kobzar (en ucraniano: кобзар, en plural кобзарі, kobzarí) era un bardo ucraniano itinerante. Los kobzárs habitualmente eran ciegos, y llegó a ser dominio casi exclusivo de ellos. Kobzar literalmente significa persona que toca la kobza, un instrumento ucraniano de cuerda de la familia del laúd, y más extensivamente era el material musical asociado a la tradición kobzar.

## Historia
La tradición kobzar surgió en los tiempos del Hetmanato Cosaco sobre el siglo XVII en Ucrania. Los kobzarí acompañaban sus cantos con un instrumento musical que solía ser una kobza, bandura o lira. El repertorio principal consistía en salmos religiosos y cánticos, pero también incluían unos poemas épicos únicos conocidos como Duma.
En Ucrania los kobzarí se organizaban en gremios o hermandades regionales, conocidas como Kobzarsky Tsej. Tenían que superar un riguroso aprendizaje (usualmente de tres años) antes de poder presentarse a los primeros exámenes para poder ser un kobzar. Estos gremios se piensa que fueron modelados a semejanza de las hermandades de la Iglesia ortodoxa toda vez que cada gremio estaba asociado a una iglesia específica. Estos gremios tomaban a su cuidado un icono de la iglesia o adquirían nuevos ornamentos religiosos para su iglesia asociada. La Iglesia ortodoxa tuvo siempre sospechas y algunas veces fueron hostiles a los kobzarí.

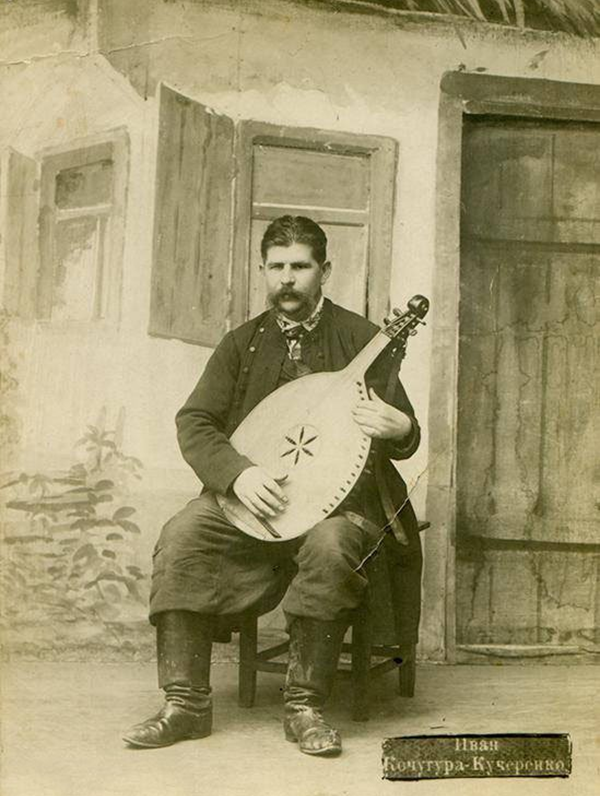
El kobzar Iván Kuchuhura-Kucherenko, 1922.

En la década de 1930, las autoridades soviéticas tomaron medidas para restringir al máximo la cultura ucraniana. Esto incluía el interés por la kobza y la bandura. Diversas sanciones fueron introducidas para limitar las actividades culturales que eran tildadas de nacionalistas. Cuando esas sanciones probaron que tenían poco efecto en la extinción de tales artefactos culturales, los banduristas con frecuencia fueron objeto de persecución por parte de las autoridades soviéticas. Muchos de ellos fueron detenidos, y algunos ejecutados o enviados a los campos de trabajo del Gulag. Así en 1937, fue ejecutado el kobzar Iván Kuchuhura-Kucherenko, sentenciado a fusilamiento por una troika del NKVD.
La institución de los kobzarís esencialmente finalizó en la RSS de Ucrania a mediados de la década de 1930 durante las radicales transformaciones de la sociedad rural de Stalin, que incluyó la desaparición de los kobzarí de Ucrania. La interpretación de los kobzarí fue reemplazada con estilizadas representaciones de música popular y clásica utilizando la bandura.
En tiempos modernos, ha vuelto a surgir el interés por revivir las auténticas tradiciones kobzaríes, que está marcando el restablecimiento de los gremios kobzar como centro de la práctica histórica auténtica.
A finales del siglo XIX había tres escuelas kobzar regionales: Cherníhiv, Poltava y Slobozhánschyna, con diferenciados repertorios y estilos de interpretación.

## Otros usos del término
Kobzar es también un original libro de poesía de Tarás Shevchenko, el gran poeta nacional de Ucrania.
El término "kobzar" es utilizado en ocasiones para el intérprete de hurdy-gurdy en Bielorrusia, donde el hurdy-gurdy es conocido como "kobza", y los intérpretes de Gaita en Polonia, donde la gaita es llamada "kobza" o "koza".